# Defective by Design

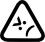
Logo der Kampagne

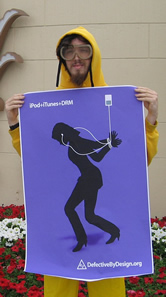
Kampagnen-Poster 2006

Defective by Design (auf Deutsch etwa ‚fehlerhaft auf Grund des Entwurfs‘, übertragen: ‚absichtlicher Konstruktionsfehler‘) ist eine Kampagne der Free Software Foundation gegen das Digital Restrictions Management (DRM).
Die Free Software Foundation versteht den offiziellen Begriff Digital Rights Management (engl. für ‚Digitale Rechteverwaltung‘) als eine Irreführung, da er suggeriert, die Content-Provider würden Rechte sichern, obwohl dies für die Verbraucher nur Einschränkungen bedeutet. Daher schlägt die FSF Digital Restrictions Management (engl. für Digitale Einschränkungsverwaltung) für DRM vor.
DRM beschränkt die Möglichkeiten des Verbrauchers, frei gekaufte Filme, Musik, Bücher und Software zu benutzen. Das Ziel von Defective by Design ist es, diese Beschränkungen abzuschaffen und dem Benutzer möglichst viele Freiheiten einzugestehen. Die Kampagne warnt vor einer „Zerstörung der digitalen Zukunft“ durch DRM, diese möchte sie durch Aufklärungsaktionen in der Bevölkerung verhindern. Ziel der Aktionen sind oft große Medien-Unternehmen (vor allem der Musikindustrie) und Verbreiter von DRM-Produkten. Defective by Design hat nach eigenen Angaben 12.000 registrierte Mitglieder (Stand 2006).

## Geschichte
Defective by Design wurde im Mai 2006 mit einem Protestmarsch gegen die WinHEC gegründet. Bei den Protesten verteilten Mitglieder der Free Software Foundation in gelber Schutzkleidung Flugblätter, die Microsoft-Produkte als „defective by design“ bezeichneten, da sie DRM enthielten.
Seitdem gab es viele Aktionen umstrittenen Erfolges. So misslang der Versuch ein Treffen mit Bono zu arrangieren, einem prominenten Mitglied der Band U2 und Befürworter des DRM-kontrollierten iTunes.
Der 3. Oktober 2006 wurde zum „Tag gegen DRM“ erklärt.
Mitte 2007 gab es eine Kampagne gegen den iPlayer der BBC, der auf Windows Media DRM basiert. Des Weiteren wurde eine von Umweltorganisationen unterstützte Aktion gegen Microsofts Windows Vista initiiert, die sich gegen dessen hohe Hardwareanforderungen und die dadurch beschleunigte Verschrottung alter Computer stellte.